# Biskupija
Biskupija (serbokroatisch-kyrillisch Бискупија) ist ein Straßendorf in der Gemeinde Biskupija mit etwa 400 Einwohnern. In der Nähe des Dorfes soll Dmitar Zvonimir 1089 den Sabor einberufen haben.